# Abdulah Gegić
Abdulah Gegić (türkisch Abdullah Gegiç; * 1924 in Novi Pazar, Königreich der Serben, Kroaten und Slowenen; † 21. Juni 2008 in Novi Sad, Serbien) war ein jugoslawischer Fußballtrainer.

## Karriere
Abdulah Gegić begann seine Karriere als Trainer der jugoslawischen U21-Nationalmannschaft. Später trainierte er auch die jugoslawische Nationalmannschaft selbst. Zusammen mit Co-Trainer Virgil Popescu kam Partizan Belgrad in 1966 bis ins Finale des Europapokals der Landesmeister. Die von ihm trainierte Mannschaft scheiterte aber knapp mit 1:2 an Real Madrid. Er wechselte dann in die Türkei um Eskişehirspor zu trainieren und nahm 1979 auch die türkische Staatsbürgerschaft an, als Abdullah Gegiç. Von 1972 bis 1974 war er für Beşiktaş Istanbul tätig, danach bis 1976 für Fenerbahçe Istanbul. Für kurze Zeit trainierte er auch die türkische Nationalmannschaft. Gegić wurde in der türkischen Presse auch als Futbol Profesörü (Fußballprofessor) genannt. Nach seiner Karriere lebte er in der Hauptstadt der Vojvodina, Novi Sad, wo er 2008 starb.